# Östermoskogens naturreservat
Östermoskogen är ett naturreservat  i Vaggeryds kommun i Jönköpings län i Småland.
Området är skyddat sedan 2008 och är 32 hektar stort. Det är beläget öster om samhället Vaggeryd vid Lagan och består av talldominerad barrnaturskog.
Naturreservatet ligger nära Vaggeryds tätort och sträcker sig norrut utmed ån Lagan. Området består mest av gammal barrblandskog med mycket lingon- och blåbärsris. Där finns gott om olika lavar och vedsvampar, t.ex. talltagel, garnlav och tallticka. Där finns även ett stort antal sällsynta och hotade insekter. I området finns också flera kulturlämningar samt en mängd kolbottnar.
I området finns flera mindre stigar och är ett omtyckt utflyktsmål för de närboende i Vaggeryds tätort.